# Mistrzostwa świata w saunie
Mistrzostwa świata w saunie – zawody wytrzymałościowe odbywające się od 1999 do 2010 roku w fińskim mieście Heinola, mające na celu wyłonienie mistrza i mistrzyni świata w najdłuższym czasie przebywania w saunie i w jak najwyższej temperaturze. Uczestniczyli w nich zawodnicy z ok. 80 państw. Temperatura początkowa podczas finału wynosiła 110 °C. Podczas mistrzostw świata w 2010 jeden z finalistów zmarł wskutek poparzenia, w związku z tym zaprzestano kolejnych edycji mistrzostw. Wśród mężczyzn przez wszystkie edycje zawodów zwyciężali Finowie. Wśród kobiet pierwszą nie-fińską zwyciężczynią była Białorusinka Natalla Tryfanawa w 2003 r.

## Zwycięzcy w poszczególnych latach
| Rok  | Mężczyźni         | Kobiety             |
| ---- | ----------------- | ------------------- |
| 1999 | Ahti Merivirta    | Katri Kämäräinen    |
| 2000 | Leo Pusa          | Katri Kämäräinen    |
| 2001 | Leo Pusa          | Annikki Peltonen    |
| 2002 | Leo Pusa          | Annikki Peltonen    |
| 2003 | Timo Kaukonen     | Natallia Tryfanawa  |
| 2004 | Leo Pusa          | Natallia Tryfanawa  |
| 2005 | Timo Kaukonen     | Natallia Tryfanawa  |
| 2006 | Timo Kaukonen     | Leila Kulin         |
| 2007 | Timo Kaukonen     | Leila Kulin         |
| 2008 | Bjarne Hermansson | Leila Kulin         |
| 2009 | Timo Kaukonen     | Tatjana Archipienko |
| 2010 | Ilkka Pöyhiä      | Michaela Butz       |

### Zasady mistrzostw
Mistrzostwa świata składają się z rund eliminacyjnych oraz finałów. W finale udział brało 6 najlepszych zawodników (zawodniczek). Zwycięzcą zostawała osoba, która jako ostatnia opuści saunę o własnych siłach, bez pomocy asystentów. 
- Temperatura początkowa zawodów finałowych wynosi 110 °C.
- Co 30 sekund do pieca wlewane jest 0,5 litra wody
- Używanie alkoholu jest zabronione przed zawodami i podczas nich.
- Przed zawodami zawodnicy muszą się umyć oraz usunąć z ciała wszelkie kremy i płyny.
- Zawodnicy muszą siedzieć wyprostowani, z pośladkami i udami na ławce.
- Należy używać zwykłych strojów kąpielowych – męskie majtki mogą mieć długość do 20 cm, a damskie ramiączka mogą mieć szerokość do 5 cm. Włosy sięgające ramion muszą być związane w kucyk.
- Kontakt fizyczny z innymi zawodnikami jest zabroniony.
- Uczestnicy zawodów nie mogą przeszkadzać sobie nawzajem.
- Na prośbę sędziów zawodnicy wykazują, przez podniesienie kciuka swoją przytomność.
- Zawodnicy, który opuszczają saunę o własnych siłach uznawani są za zakwalifikowanych do następnej rundy.
- Naruszenie zasad powoduje ostrzeżenie. Kolejne naruszenie powoduje dyskwalifikację.
- Uczestnik, który opuszcza saunę jako ostatni, bez niczyjej pomocy, zostaje zwycięzcą zawodów[4].

### Incydent podczas mistrzostw świata w 2010
W dniu 7 sierpnia 2010 były drugi wicemistrz świata Władimir Ładyżenski z Rosji oraz pięciokrotny mistrz świata – Fin Timo Kaukonen stracili przytomność po sześciu minutach spędzonych w temperaturze 110 st. Celsjusza z powodu silnych oparzeń ciała. Według jednego ze świadków tego zdarzenia Kaukonen mógł opuścić saunę z pomocą asystentów, natomiast Ładyżenski musiał zostać wyciągnięty, po czym od razu wpadł w konwulsje. Ładyżenski zmarł pomimo resuscytacji, a Kaukonena przewieziono do szpitala, gdzie jego stan określono na krytyczny, ale stabilny. Na kilka minut przed rozpoczęciem zawodów finałowych Kaukonen udzielił wywiadu norweskiej gazecie „Verdens Gang”, gdzie wskazywał, że sauny używane podczas mistrzostw w 2010 były znacznie bardziej ekstremalne niż sauny używane podczas poprzednich edycji tych zawodów. Kaukonen i Ładyżenski zostali zdyskwalifikowani za to, że opuścili sauny z pomocą asystentów, a Ilkka Pöyhiä został zwycięzcą tego czempionatu.
Ossi Arvela – organizator zawodów zapowiedział zaprzestanie organizowania kolejnych edycji mistrzostw. Wprowadzony w śpiączkę farmakologiczną Kaukonen wybudził się po sześciu tygodniach – jego ciało było poparzone w 70 procentach, miał także poparzenia dróg oddechowych oraz niewydolność nerek. Sekcja zwłok Ładyżenskiego wykazała, że zawodnik zmarł z powodu poparzeń trzeciego stopnia. Autopsja wykazała również, że Ładyżenski zażywał silne leki przeciwbólowe oraz nakładał na ciało olejek, w którego składzie znajdowały się środki znieczulające miejscowo. 
W dniu 20 kwietnia 2011 miasto Heinola wydało oświadczenie o zaprzestaniu organizacji kolejnych edycji mistrzostw.

## Zawody w mediach
W 2004 japońska telewizja Nihon Terebi Hōsōmō wyprodukowała film dokumentalny traktujący o mistrzostwach świata w saunie. Program ten zebrał przed telewizorami ok. 40-milionową oglądalność. W 2007 ta sama telewizja przeprowadziła relację z całego tygodnia zawodów. Amerykański dziennikarz sportowy Rick Reilly określił zawody w saunie „prawdopodobnie najgłupszym sportem na świecie”.